# Договор за ненападение между Полша и СССР
Полско-съветският договор за ненападение (на полски: Pakt o nieagresji Polska – ZSRR) е двустранен договор между Полша и СССР, сключен през 1932 г. По мнението на част от историците, договорът е нарушен на 17 септември 1939 г. от страна на СССР в резултат на нахлуването на съветски войски в Полша (други историци считат, че към момента на навлизането на Червената армия, Полша като държава е престанала да съществува и не може да се говори за нарушаване на договора).

## Предистория
След Полско съветската война от 1919 – 1921 г., полските власти предприемат курс на политика на „равноотдалеченост“ от Германия и СССР. По-голямата част от полските политици, както десни, така и леви, вярват, че Полша трябва да разчита само на съюза с Франция, сключен още по време на Първата световна война и не трябва да поддържа с действията си нито Германия, нито СССР.
Все пак, за да нормализират двустранните контакти със СССР, през януари 1926 г. са започнати преговори за сключването на договор за ненападение. Договорът трябва да закрепи положенията от Рижкия договор и да балансира аналогичен договор, сключен с Германия. Преговорите с Германия обаче не започват, а съветско-полските преговори са прекъснати през юни 1927 г., след като Великобритания прекъсва дипломатическите си отношения със СССР, а пълномощният представител на СССР в Полша, Пьотр Войков, е убит във Варшава. Вместо това, Полша се присъединява към Пакта Бриан-Келог през 1928 г. Съветско-полските преговори са подновени през 1931 г.

## Подписване
Преговорите са възобновени в Москва. Договорът е подписан на 25 юли 1932 г., отначало със срок за 3 години, но на 5 май 1934 г. срокът е продължен до 31 декември 1945 г. По договора, страните признават една на друга суверенитета, общите граници и териториалната си цялост. По такъв начин Полша закрепва териториалните си придобивки, получени по Рижкия мирен договор от 1921 г.
На 23 септември 1938 г. СССР изпраща дипломатическа нота на Полша, в която е заявено, че всяко действие на последната, насочено към окупиране на части от Чехословакия, анулира договора. Въпреки това, Полша присъединява Тешинската област. Все пак съветското правителство решава да не скъсва договора, и на 31 октомври официално потвърждава, че той продължава да действа. Това е посочено в съвместно заявление на 27 ноември 1938 г..